# Numero di Dudeney
Un numero di Dudeney è un intero positivo che è un cubo perfetto tale che la somma delle sue cifre è pari alla radice cubica del numero stesso. Esistono soltanto sei numeri di Dudeney (sequenza A061209 dell'OEIS):
```
    1 =  1 x  1 x  1   ;   1 = 1
  512 =  8 x  8 x  8   ;   8 = 5 + 1 + 2
 4913 = 17 x 17 x 17   ;  17 = 4 + 9 + 1 + 3
 5832 = 18 x 18 x 18   ;  18 = 5 + 8 + 3 + 2
17576 = 26 x 26 x 26   ;  26 = 1 + 7 + 5 + 7 + 6
19683 = 27 x 27 x 27   ;  27 = 1 + 9 + 6 + 8 + 3
```

Tali numeri prendono il nome da Henry Dudeney, che scoprì la loro esistenza in uno dei suoi puzzle, Root Extraction.